# Science-fiction pastorale
 (juin 2025).

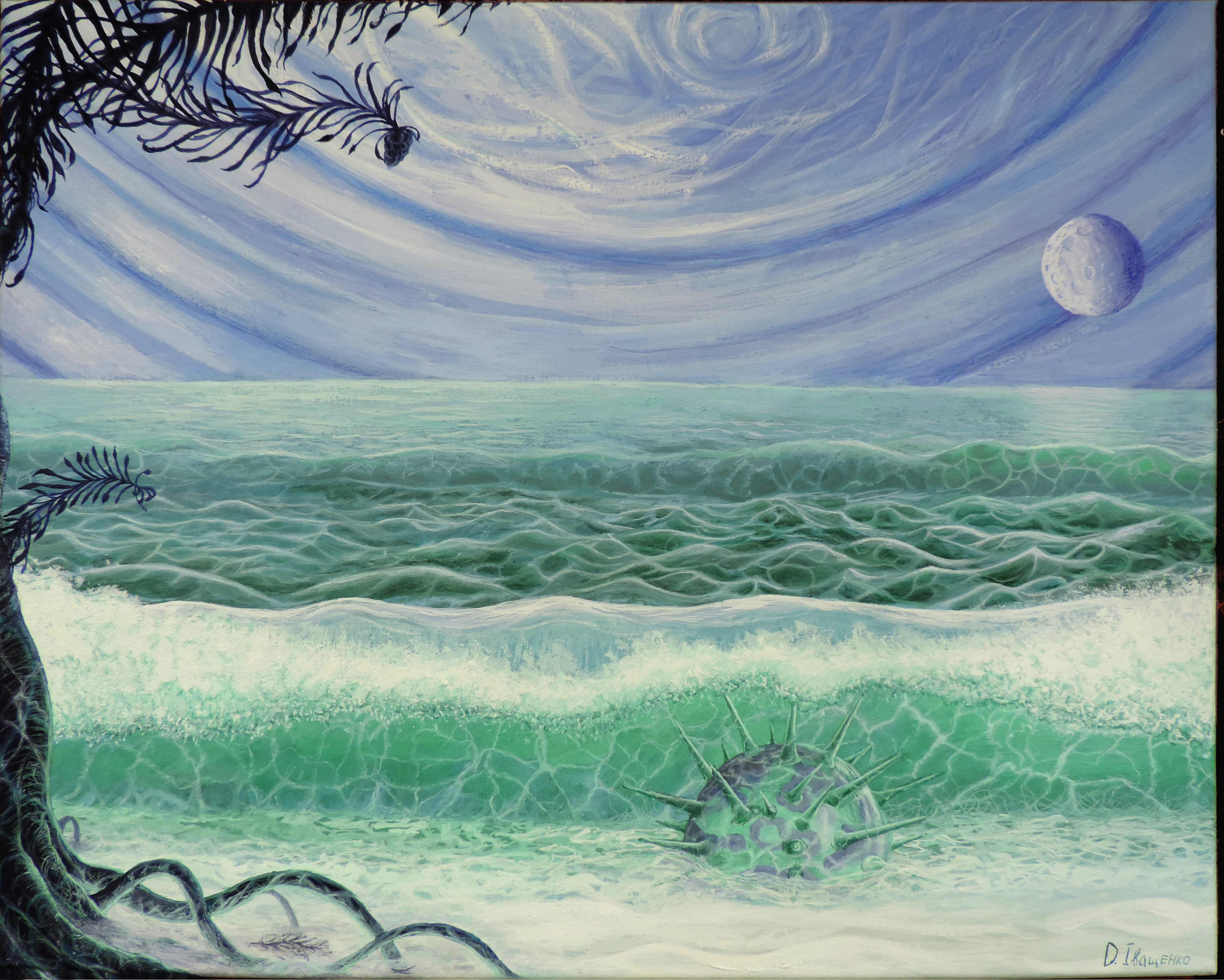
Une peinture à la gouache représentant une scène imaginaire sur une lune aqueuse d'une exoplanète à anneaux

La science-fiction pastorale est un sous-genre de la science-fiction qui utilise des décors bucoliques et ruraux, comme d'autres formes de littérature pastorale. Puisqu'il s'agit d'un sous-genre de la science-fiction, les auteurs peuvent situer leurs histoires soit sur Terre, soit sur une autre planète ou lune habitable, incluant parfois une planète ou lune terraformée. Contrairement à la plupart des genres de science-fiction, les œuvres de science-fiction pastorale minimisent le rôle des technologies futuristes. Le pionnier est l'auteur Clifford Simak (1904-1988), un Grand Maître de la science-fiction dont la production incluait des histoires écrites dans les années 1950 et 1960 sur des populations rurales qui entrent en contact avec des êtres extraterrestres qui dissimulent leur identité alien.
Les histoires de science-fiction pastorale montrent typiquement une révérence pour la terre, ses récoltes nourricières, le cycle des saisons et le rôle de la communauté. Bien que les environnements agraires fertiles sur Terre ou des planètes similaires à la Terre soient des décors communs, certaines œuvres peuvent se dérouler sur des planètes océaniques ou désertiques ou des lunes habitables. Les habitants ruraux, comme les fermiers et les habitants de petites villes, sont dépeints avec sympathie, bien qu'avec une tendance à les présenter comme conservateurs et méfiants envers le changement. La vie rurale simple et paisible est souvent contrastée avec les aspects négatifs des villes bruyantes, sales et au rythme effréné. Certaines œuvres adoptent un ton luddite, critiquant la mécanisation et l'industrialisation et montrant les maux de l'urbanisation et de la dépendance excessive aux technologies avancées.

## Terminologie
Le sous-genre est également appelé « science-fiction rurale » (SFR) dans certaines sources des années 2020,. Kirkus Reviews a noté le sous-genre de la « science-fiction de petite ville » située à la campagne, qui s'inspire des histoires de Ray Bradbury sur les villes bucoliques. Simon Reynolds a appliqué ce sous-genre au cinéma, déclarant que Super 8 est un « film de science-fiction de petite ville ».

## Théorie
Le livre de l'historien et critique littéraire américain Leo Marx (en) The Machine in the Garden: Technology and the Pastoral Ideal in America (en) (1964) établit les fondements théoriques de la littérature pastorale moderne. Il affirme que le cadre pastoral entretient une « relation dynamique avec [la] technologie », qui transforme l'idéal pastoral d'un paradis idyllique en « nostalgie marchandisée » concernant un « paysage intermédiaire » (qui se situe entre les petites fermes encore à l'intérieur des portes de la ville et la nature sauvage qui s'étend au-delà) où les vies peuvent être « vécues en harmonie, momentanément déchargées de l'histoire ». Cette version sentimentale du pastoral américain utilise les paysages ruraux et la sublimation pour créer un sentiment de nostalgie et une « illusion de paix et d'harmonie dans un pâturage verdoyant ».
Tom Shippey fait un contraste entre le genre pastoral, qui se concentre sur des communautés « rurales, nostalgiques et conservatrices », et les genres centrés sur des sociétés qui utilisent les technologies pour créer de nouveaux outils et dispositifs. Par exemple, dans la science-fiction grand public, il y a souvent un accent mis sur le rôle des technologies avancées (vaisseaux spatiaux, robots, ordinateurs, etc.) et leur impact sur les gens et la société. Shippey affirme que ces littératures sur l'innovation et les sociétés « fabriles » orientées vers la technologie dépeignent ces cultures comme « massivement urbaines, perturbatrices, tournées vers l'avenir, avides de nouveauté » et « centrées sur l'image du 'faber' » (artisan, d'une racine signifiant « façonner » ou « ajuster ») qui historiquement faisait référence à un forgeron, mais dans un contexte de science-fiction, cela fait référence aux créateurs, concepteurs et constructeurs de nouveaux artefacts et dispositifs. Il peut s'agir de nouveaux vaisseaux spatiaux, d'armes laser, d'intelligence artificielle ou d'autres technologies, que Darko Suvin (en) désigne collectivement comme l'élément « novum » de la science-fiction.
Andy Sawyer soutient que le genre pastoral en science-fiction dépend de la « tension entre ces deux modes », dans laquelle la science-fiction pastorale se concentre sur « l'anxiété concernant l'avenir », tandis que les histoires sur la société urbaine fabrile tendent à être enthousiastes à propos de l'avenir et des changements qu'il apportera. Leo Marx donne un exemple de la vie urbaine occupée et bruyante perturbant le royaume rural paisible avec son récit de Nathaniel Hawthorne travaillant dans les bois à la campagne quand le silence fut brisé par le sifflement strident d'une locomotive de train, montrant « l'intrusion de la technologie dans le paysage pastoral ».

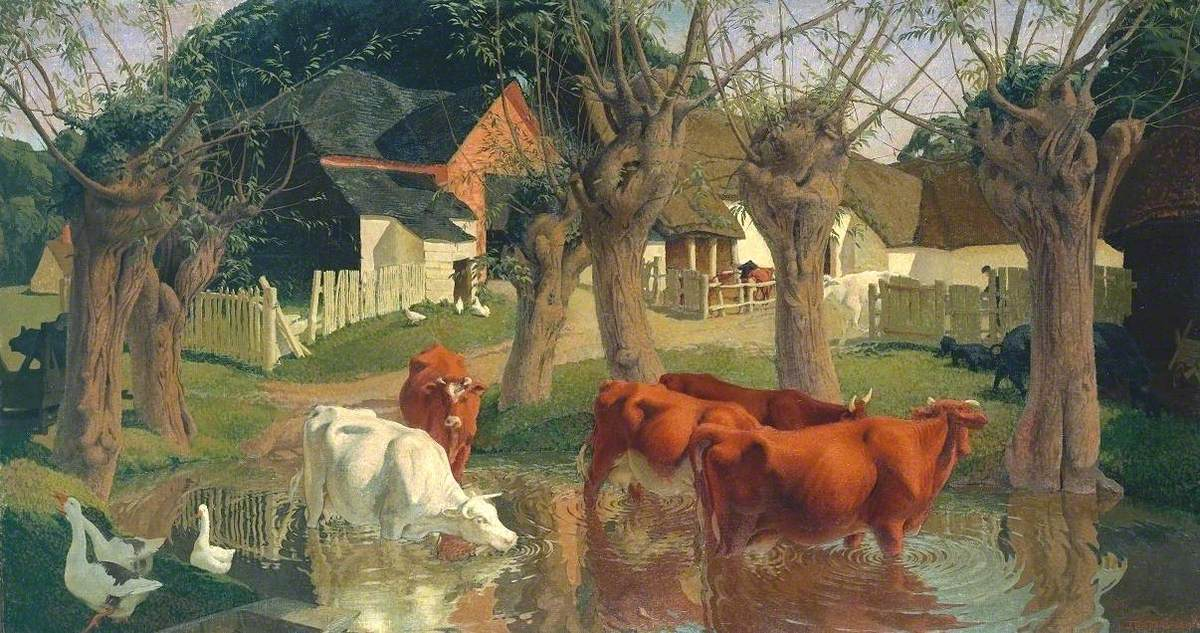
Le tableau « Pastoral » de James Bateman (1814–1849) représente un décor de ferme du XIXe siècle.

Les histoires pastorales ont un focus nostalgique et sentimental sur la tradition, en contraste avec « les cultures fabriles qui sont obsédées par le développement d'innovations. Darko Suvin affirme qu'en raison de « l'aliénation cognitive », le genre pastoral est plus proche de la science-fiction qu'il ne l'est de la fantasy. Les symboles et mythes pastoraux sont aux racines des récits culturels américains. Aux côtés des éléments apocalyptiques et urbains, les symboles pastoraux sont des « éléments mutuellement interpénétrants » dans la culture protestante américaine et font partie des valeurs des Lumières. L'opposition pastorale entre la campagne et la ville peut être recréée en comparant la Terre à une planète alien technologiquement avancée.
Sawyer utilise l'argument de 1950 du critique littéraire et poète anglais William Empson selon lequel le genre pastoral « compresse des significations complexes dans des images écologiques emblématiques » de « nature sauvage, jardin et ferme » qui servent de « métaphore, une idée poétique » montrant l'impact de la technologie sur notre rapport à la nature. Les histoires pastorales se concentrent typiquement sur les communautés et les événements de la vie des gens ordinaires, comme tomber amoureux, le mariage, la naissance et la mort, et sur les processus qui sont essentiels au maintien des communautés rurales, comme la récolte de nourriture. De plus, les histoires pastorales utilisent souvent le changement des saisons comme cadre organisateur et comme métaphore pour les cycles naturels (par exemple, Le Printemps d'Helliconia de Brian Aldiss). Sawyer soutient que certaines utopies pastorales ont un côté sombre, en ce que le cadre idyllique pour les quelques colons a été obtenu au détriment de la terre transformée en dystopie pour les habitants indigènes qui ont été déplacés ou utilisés comme esclaves pour défricher la terre.

## Lectures complémentaires
- Sharona Ben-Tov, The Artificial Paradise: Science Fiction and American Reality, Ann Arbor, University of Michigan Press, 1995
- Bould, « The Pastoral Science Fiction and Fantasy of Gwyneth Jones/Ann Halam », Foundation, vol. 93,‎ 2005, p. 97–106
- Samuel David Cioran, The apocalyptic symbolism of Andrej Belyj, De Gruyter Mouton, 1973, 112–136 p. (ISBN 978-3-11-103425-6, DOI 10.1515/9783111396804), « VI. The Pastoral Apocalypse »
- Robert J. Ewald, When the Fires Burn High and the Wind is from the North: The Pastoral Science Fiction of Clifford D. Simak, San Bernardino, CA, Borgo Press, 2006
- Fisher, « Trouble in Paradise: The Twentieth-Century Utopian Ideal », Extrapolation, vol. 24, no 4,‎ hiver 1983, p. 329 (DOI 10.3828/extr.1983.24.4.329)
- Terry Gifford, Pastoral, 2nd, 2019 (ISBN 9781138124844)
- D. E. Shuttleton, De-Centring Sexualities: Politics and Representation Beyond the Metropolis, London, Routledge, coll. « Critical geographies », 2000, 125–146 p. (ISBN 9780415194655), « The queer politics of gay pastoral »
- Phil Stephensen-Payne, Clifford D. Simak: Pastoral Spacefarer: a Working Bibliography, vol. 39, University of Virginia, coll. « Bibliographies for the Avid Reader Series », 1991 (ISBN 1871133289)